# Ignacio Laquintana
Ignacio Jesús Laquintana Marsico (Paysandú, Uruguay, 1 de febrero de 1999) es un futbolista uruguayo y su actual equipo es el Red Bull Bragantino.

## Clubes
| Club                | País    | Año           | Partidos | Goles |
| ------------------- | ------- | ------------- | -------- | ----- |
| Defensor Sporting   | Uruguay | 2018-2021     | 69       | 1     |
| C. A. Peñarol       | Uruguay | 2021-2023     | 73       | 1     |
| Red Bull Bragantino | Brasil  | 2023-2024     | 24       | 1     |
| Santos F C          | Brasil  | 2024-presente | 11       | 0     |
| Total carrera       |         | 2018-presente | 177      | 3     |

- Actualizado al último partido disputado el 22 de abril de 2023.

## Palmarés

### Títulos nacionales
| Título             | Club       | País    | Año  |
| ------------------ | ---------- | ------- | ---- |
| Torneo Clausura    | Peñarol    | Uruguay | 2021 |
| Primera División   | Peñarol    | Uruguay | 2021 |
| Supercopa Uruguaya | Peñarol    | Uruguay | 2022 |
| Torneo Apertura    | Peñarol    | Uruguay | 2023 |
| Serie B            | Santos F C | Brasil  | 2024 |